# Teutatès

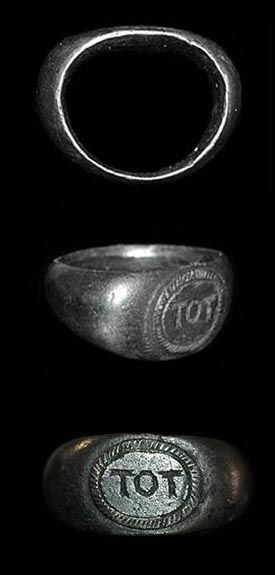
Anell d'argent romanobritànic amb la inscripció "TOT"

Teutatès, Tutatis o Totatus és la deïtat de la unitat tribal masculina del panteó gal segons l'antiga mitologia cèltica. Va ser l'antecessor dels homes i el seu legislador, guardià, àrbitre així com el defensor dels seus pobles. Formava part dels tres "déus de la nit" cèltiques citats per Marc Anneu Lucà a La Farsalia al costat d'Esus i Taranis. També conegut com a Déu del Poble.

## Etimologia
Teutates pot derivar del protocelta teutāto-, que significa "units tribalment". S'ha suggerit que el nom significa "pare de la tribu", format teut- (déu) i -tat (pare), però si fos així, el nom esperat seria Teutahatres.

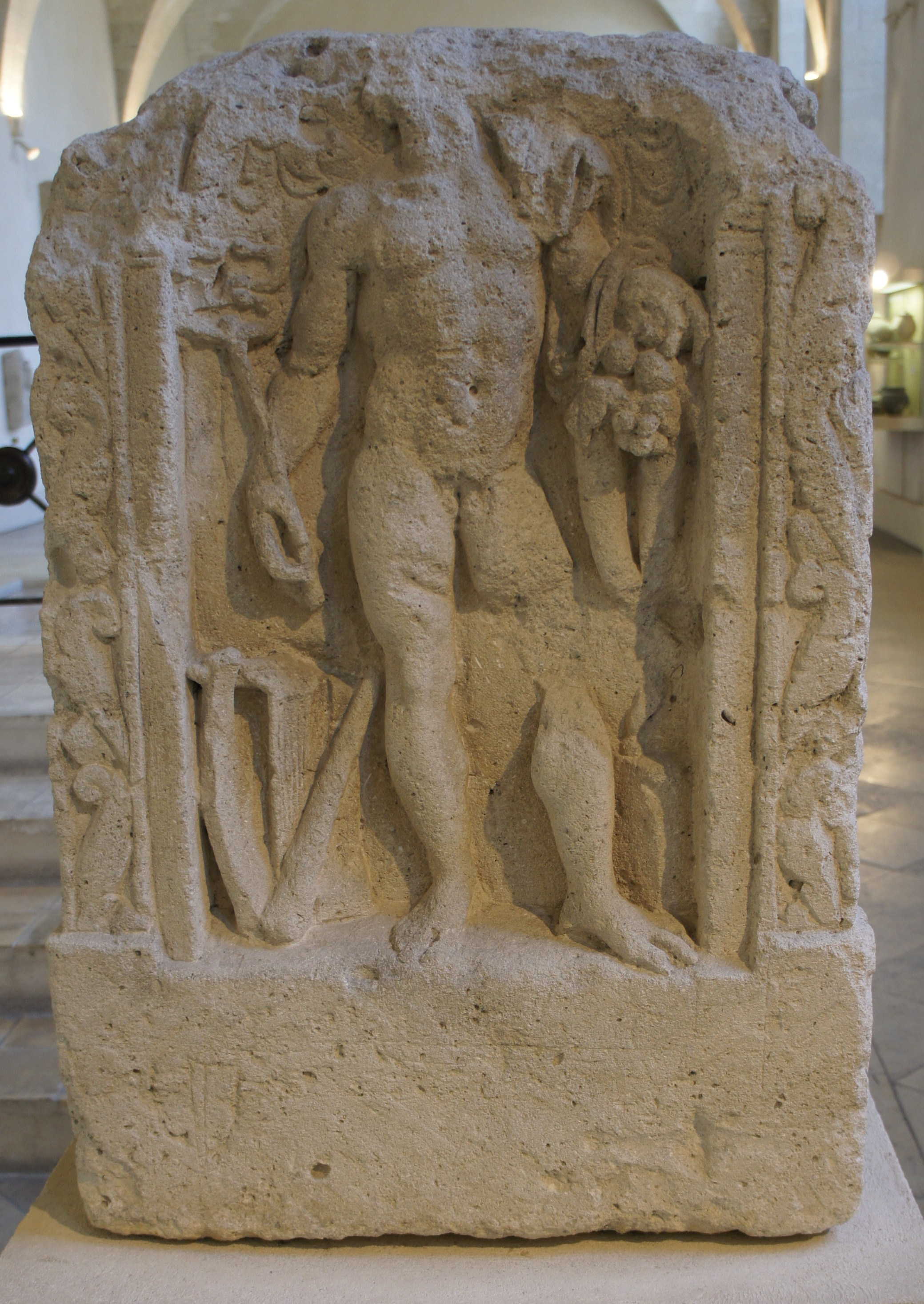
Talla de Teutatès a la base de la columna d'un temple

## Culte
L'hi veia com a esperit de guerra, productivitat i riquesa. També se'l coneix com a Albiorix ("rei del món") i Caturix ("rei de la batalla"). Se li oferien sacrificis humans per apaivagar-lo i com a mitjà de redempció. Sembla haver estat més aviat un esperit de la unitat i harmonia de la tribu (de vegades confós amb Ogmios). Cada tribu tenia el seu propi Teutates. En totes les inscripcions a la qual se'l fa referència és associat a Mart, per la qual cosa no se sap si Teutates era un qualificatiu diví aplicat a aquest planeta, o bé era l'equivalent al Déu romà Mart i era com ell una divinitat guerrera.
Mentre en els rituals a Taranis era comú fer sacrificis humans on les víctimes ofertes a ell eren consumides pel foc, generalment les ofrenes a Teutates eren captius de guerra que eren submergits cap a baix en un dipòsit d'ale, un tipus de cervesa d'alta graduació favorita entre els pobles cèltics. Van ser els gals establerts a Àsia els qui van introduir aquest costum a la resta de les tribus afins.

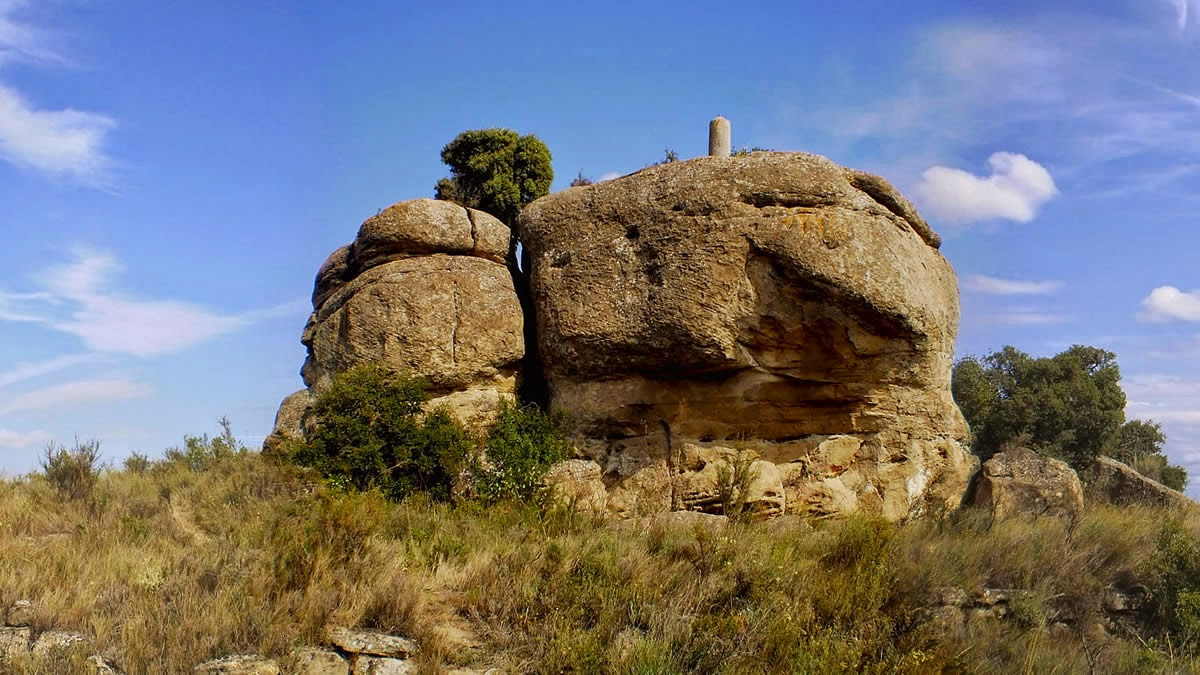
Pedra a Tondonia sospitosa de contenir un santuari celtiber.

## Centres de culte
Teutates va ser venerat especialment a la Gàl·lia i Britànnia. Se li van alçar altars de pedra. A Hispània el seu culte es va estendre per les tribus cèltiques associat a les muntanyes, amb el nom de Teleno. És possible trobar topònims que fan referència a aquest déu per tota el vessant nord de la Península Ibèrica:
- Els àsturs van deixar rastre del seu déu als llogarets d'El Teleno (a Riosa) i Teleña (a Abamia, Cangues d'Onís), i a la muntanya Teleno a la Província de Lleó.
- Va ser anomenat Tullonius pels vàrduls, qui van deixar imprès el seu nom a la mansio de Tullonium, situada en un pronunciat turó a Alegria (Àlaba).
- A la muntanya riojana de Toloño amb idèntic significat:Tullonius o Tulonio; als seus peus, al meandre de Tondonia a Haro (La Rioja), ha aparegut un altar sospitós de ser un santuari celtiber, amb una efígie de gairebé 4 m., pila de sacrifici d'animals, marca de lluna celtibera, amb una alineació NE-SOTA, entre les fronteres, d'autrigons, berons, caristis i vàrduls, tota una fita al territori de la Celtiberia.[6][7]
- Mentre que els seus veïns caristis ho van fer amb Tullica (possiblement Tuyo, al municipi d'Erriberagoitia).
- Telena també va ser un llogaret/barriada de Badajoz, avui desapareguda.
- Per Estrabó es coneix l'existència d'un déu guerrer assimilat al déu Mart, a qui se sacrificaven bocs, cavalls i també presoners.[8] Està documentat a través d'una inscripció apareguda en una làmina de plata, a Quintana del Marco, amb el nom de «Marti Tileno». A Astorga s'han documentat deixants funeraris indígenes i de culte a la Tríada Capitolina, Minerva, Zeus Serapis i Mart Tilè, entre d'altres.

En 2007 l'arqueòleg Bernard Clémençon va descobrir, als dipòsits del museu Bargoin de Clermont-Ferrand cinc fragments de ceràmica d'època gal·loromana amb la inscripció TOTATUS. Es tractava de materials provinents de l'excavació del jaciment d'Herment (Puy-de-Dôme o Puèi Domat) dipositats al museu 57 anys abans.

## Anells de TOT

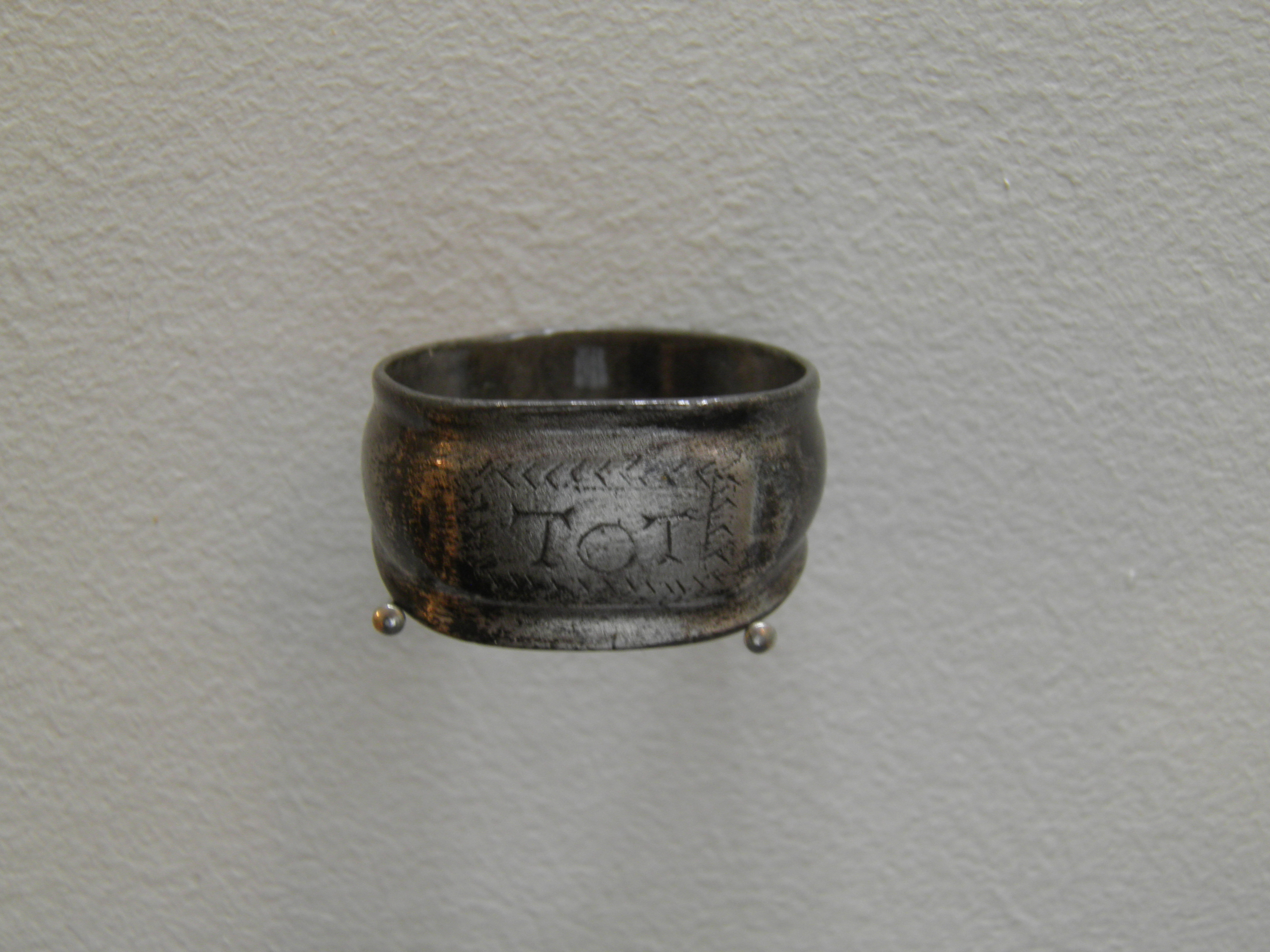
Anell de Tutatis a Eboracum, ara al Museu de Yorkshire

S'ha trobat a l'est de Gran Bretanya, un gran nombre d'anells pel dit britanoromans inscrits amb el nom "TOT", que potser es referien a Toutatis. La majoria s'han trobat a Lincolnshire, però també alguns a Bedfordshire, Nottinghamshire i Leicestershire. La distribució d'aquest anells és força relacionada amb el territori dels coritans. En 2005 fou descobert un anell de plata amb la inscripció DEO TOTA ("al déu Toutatis") i [VTERE] FELIX ([usa aquest anell] feliç") a Hockliffe, Bedfordshire. Aquesta inscripció confirmaria que la inscripció TOT fa referència al déu Toutatis.
En 2012 es va trobar un anell de plata amb la inscripció "TOT" a l'àrea on dotze anys abans s'havia descobert el tresor de Hallaton. Adam Daubney, un expert en aquesta mena d'anells, suggerí que Hallaton podria ahver estat un centre d'adoració del déu Toutatis.